# 292 км (зупинний пункт)
292 кіломе́тр — пасажирський зупинний пункт Запорізької дирекції Придніпровської залізниці на лінії Пологи — Комиш-Зоря між зупинними пунктами 290 км (2 км) та 293 км (1 км). Розташований у східній частині передмістя Пологи Запорізької області, неподалік селі Воскресенка.

## Пасажирське сполучення
На зупинному пункті 292 км зупиняються потяги приміського сполучення:
| Приміські потяги | Приміські потяги    | Приміські потяги         |
| №                | Маршрут сполучення  | Періодичність курсування |
| ---------------- | ------------------- | ------------------------ |
| 6855             | Комиш-Зоря — Пологи | Щоденно                  |
| 6856             | Пологи — Комиш-Зоря | Щоденно                  |
| 6857             | Комиш-Зоря — Пологи | Щоденно                  |
| 6860             | Пологи — Комиш-Зоря | Щоденно                  |

У квітні — на початку травня 2018 року працівники колійного господарства регіональної філії «Придніпровська залізниця» за допомогою машини РМ-80 оновили щебеневий баласт на 950-метровій ділянці перегону Пологи — Гусарка, щоб усунути забруднення щебеневого баласту та небезпечні розлади колії.
У зону колієремонтних робіт на перегоні потрапив пасажирський зупинний пункт Платформа 292 км. Для того, щоб на перегоні могла працювати великогабаритна колійна техніка, залізничникам довелося частково демонтували 13 із 18 залізобетонних плит з посадкової платформи. Решту плит (загальною довжиною 30 м) було збережено, щоб на час ремонту не відміняти зупинку на платформах приміських поїздів, якими користуються місцеві мешканці. Деякі ЗМІ розповсюджували недостовірну інформацію про повну відсутність платформ на зазначеному перегоні, що для пасажирів нічого не зроблено, щоб вони безпечно сідали в приміські потяги, стверджували, що вже кілька десятків потерпілих, які зістрибучи з великої висоти, ламали ноги. Через це велика частина пасажирів боялася їхати поїздом, тому пересідала на автобуси.
7 травня 2018 року колієремонтні роботи на перегоні Пологи — Гусарка були завершені. Також була повністю відновлена та впорядкована пасажирська посадкова платформа. «Укрзалізниця» спростувала цю недостовірну інформацію. Залізничники Придніпровської залізниці у короткі терміни провели посилений середній ремонт колії на перегоні, актуальність якого була продиктована питаннями безпеки руху. Зокрема була повністю відновлена посадкова платформа, яка була частково демонтована на час роботи великогабаритної колійної техніки.